# Нова Весь-Велика (Лідзбарський повіт)
Нова Весь-Велика (пол. Nowa Wieś Wielka, нім. Neuendorf bei Heilsberg) — село в Польщі, у гміні Лідзбарк-Вармінський Лідзбарського повіту Вармінсько-Мазурського воєводства.
Населення — 125 осіб (2011).
У 1975-1998 роках село належало до Ольштинського воєводства.

## Демографія
Демографічна структура станом на 31 березня 2011 року:
|          | Загалом | Допрацездатний вік | Працездатний вік | Постпрацездатний вік |
| -------- | ------- | ------------------ | ---------------- | -------------------- |
| Чоловіки | 60      | 8                  | 43               | 9                    |
| Жінки    | 65      | 12                 | 37               | 16                   |
| Разом    | 125     | 20                 | 80               | 25                   |